# Keplerovská dráha

Příklady keplerovských drah:
eliptická dráha s výstředností 0,7
parabolická dráha s výstředností 1
hyperbolická keplerovská dráha s výstředností 1,3.
Vzdálenost libovolného bodu křivky od ohniska je funkcí polárního úhlu vůči horizontální přímce dané rovnicí

Keplerovská dráha (pojmenovaná po německém astronomu Johannu Keplerovi) je v nebeské mechanice pohyb jednoho tělesa vůči druhému, jako elipsa, parabola nebo hyperbola, které určují dvourozměrnou orbitální rovinu v trojrozměrném prostoru. Keplerovská dráha může mít také tvar přímky. Uvažuje pouze bodové gravitační přitahování dvou těles, se zanedbáním odchylek způsobených gravitační interakcí s jiný objekty, odporem atmosféry, tlakem slunečního záření, nesférickým centrálním tělesem, atd. Říkáme tedy, že jde o řešení speciálního případu problému dvou těles, známého jako Keplerova úloha. Jako teorie klasické mechaniky nebereme také v úvahu efekty obecné teorie relativity. Keplerovské oběžné dráhy lze různými způsoby parametrizovat šesti dráhovými prvky (dráhovými elementy).
Ve většině případů existuje velké centrální těleso, jehož těžiště se pokládá za těžiště celého systému. Rozklad oběžné dráhy dvou objektů podobné hmotnosti lze popsat jako dvojici keplerovských oběžných drah kolem společného těžiště (barycentra).

## Úvod
Od starověku do 16. nebo 17. století se mnoho učenců domnívalo, že planety obíhají po dokonale kruhových drahách kolem Země, jak učili starověcí řečtí filosofové Aristotelés a Klaudios Ptolemaios. Odchylky v pohybu planet, které mají podobu kliček při zdánlivém pohybu planet po hvězdném nebi, vysvětlovali menšími kruhovými drahami obíhajícími po větší dráze (viz epicykly). Tyto epicykly bylo možné jednoduše vysvětlit tím, že planety neobíhají kolem Země, ale kolem Slunce. Mikuláš Koperník publikoval v roce 1543 heliocentrický model Sluneční soustavy, ale stále se stále domníval, že planety obíhají po přesně kruhových drahách, v jejichž středu je Slunce. Se zpřesňováním měření poloh planet byly doplňovány další opravné členy, z nichž větší část je způsobena gravitačním vlivem ostatních nebeských těles.

## Vývoj zákonů
V roce 1601 získal Johannes Kepler bohatý materiál získaný pečlivým pozorováním planet, které prováděl Tycho Brahe. Kepler se pět let snažil napasovat pozorování planety Mars na různé křivky. V roce 1609 publikoval první dva ze tří zákonů pohybu planet, které nyní označujeme jeho jménem. První zákon říká:
Oběžné dráhy planet jsou elipsy se Sluncem v ohnisku.
Dráhou tělesa podléhajícího keplerovskému pohybu může být také parabola nebo hyperbola, které spolu s elipsou patří do skupiny křivek nazývaných kuželosečky. Matematicky lze vzdálenost mezi centrálním tělesem a obíhajícím tělesem vyjádřit vzorcem:
{\displaystyle r(\theta )={\frac {a(1-e^{2})}{1+e\cos(\theta )}}}
kde:
- {\displaystyle r} je vzdálenost
- {\displaystyle a} je velká poloosa, která definuje velikost oběžné dráhy
- {\displaystyle e} je výstřednost, která definuje tvar oběžné dráhy
- {\displaystyle \theta } je pravá anomálie, což je úhel mezi aktuální pozicí obíhajícího tělesa a polohou na oběžné dráze, ve které je nejblíže k centrálnímu tělesu (nazývanou periapsida).

Rovnici lze také vyjádřit takto:
{\displaystyle r(\theta )={\frac {p}{1+e\cos(\theta )}}}
Kde {\displaystyle p} se nazývá parametr (latinsky semi-latus rectum) kuželosečky. Tento tvar rovnice je zvlášť užitečný, když pracujeme s parabolickou dráhou, pro kterou je velká poloosa nekonečná.
Přestože Kepler tyto zákony odvodil z pozorování, nebyl nikdy schopen vyvinout teorii, která by vysvětlovala tyto pohyby.

### Isaac Newton
V letech 1665 a 1666 Isaac Newton vyvinul několik konceptů týkajících se pohybu, gravitace a diferenciálního počtu. Tyto koncepty však publikoval až v roce 1687 v pojednání Principia, kde popsal pohybové zákony a zákon všeobecné gravitace. Druhý pohybový zákon říká:
Zrychlení tělesa má stejný směr jako celková síla působící na těleso, je přímo úměrné této síle a nepřímo úměrné hmotnosti tělesa:
{\displaystyle \mathbf {F} =m\mathbf {a} =m{\frac {d^{2}\mathbf {r} }{dt^{2}}}}
Kde:
- {\displaystyle \mathbf {F} } je vektor síly
- {\displaystyle m} je hmotnost tělesa, na které působí síla
- {\displaystyle \mathbf {a} } je vektor zrychlení, druhá časová derivace pozičního vektoru {\displaystyle \mathbf {r} }

Přísně vzato, tato rovnice platí pouze pro těleso konstantní hmotnosti, což platí na základě níže uvedených zjednodušujících předpokladů.
Newtonův gravitační zákon říká:

Mechanismy Newtonova zákona všeobecné gravitace; hmotný bod m_{1} působí na jiný hmotný bod m_{2} silou F_{2}, která je úměrná součinu obou hmotností a nepřímo úměrná čtverci vzdálenosti (r) mezi nimi. Bez ohledu na hmotnosti nebo vzdálenosti jsou velikosti sil F_{1} a F_{2} vždy stejné. G je gravitatační konstanta.

Každý hmotný bod působí na každý jiný hmotný bod silou ve směru přímky procházející oběma body. Síla je přímo úměrná součinu hmotností obou hmotných bodů a nepřímo úměrná čtverci vzdálenosti mezi hmotnými body:
{\displaystyle F=G{\frac {m_{1}m_{2}}{r^{2}}}}
kde:
- {\displaystyle F} je velikost gravitační síly mezi dvěma hmotnými body
- {\displaystyle G} je gravitační konstanta
- {\displaystyle m_{1}} je hmotnost prvního hmotného bodu
- {\displaystyle m_{2}} je hmotnost druhého hmotného bodu
- {\displaystyle r} je vzdálenost mezi hmotnými body

Z pohybových zákonů a ze zákona všeobecné gravitace dokázal Newton odvodit Keplerovy zákony, které popisují oběžný pohyb v astronomii. Protože Keplerovy zákony byly dobře podloženy daty z pozorování, tato konzistence poskytla silnou podporu platnosti Newtonovy zobecněné teorie a sjednotila nebeskou a pozemskou mechaniku. Tyto pohybové zákony tvořily základ moderní nebeské mechaniky až do doby, kdy Albert Einstein na začátku 20. století zavedl koncepty speciální a obecné relativity. Pro většinu použití keplerovský pohyb aproximuje pohyby planet a satelitů s poměrně velkou přesností a hojně se používá v astronomii a astrodynamice.

### Zjednodušený problém dvou těles
Pro řešení pohybu těles v systému dvou těles, lze použít dva zjednodušující předpoklady:
1. Tělesa jsou kulově symetrická a lze je považovat za hmotné body.
2. Na daná dvě tělesa nepůsobí jiné vnější nebo vnitřní síly než jejich vzájemná gravitace.

Tvar velkých nebeských těles se blíží kouli. Díky symetrii musí být čistá gravitační síla přitahování hmotného bodu směrem k homogenní kouli orientována do středu koule. V případě koule je velikost této síly stejná, jako kdyby veškerá hmotnost byla koncentrována ve středu koule, a to i v případě, že se hustota koule mění s hloubkou, jak tomu je u většiny planet, což také prověřil Isaac Newton. Z toho okamžitě plyne, že gravitační přitahování dvou homogenních koulí je stejné, jako kdyby každá měla svou hmotnost soustředěnou ve svém středu.
Tvar menších objektů, jako jsou asteroidy nebo kosmické lodě, se však může od koule značně odchylovat. Gravitační síly způsobené těmito nepravidelnostmi jsou obecně malé v porovnání s gravitací centrálního tělesa. Rozdíl mezi nepravidelným tvarem a dokonalou koulí se také zmenšuje se vzdáleností, a rozměry obíhajícího tělesa jsou v porovnání s jeho orbitální vzdáleností zanedbatelné. Pro některé aplikace lze tedy nepravidelnost tvaru zanedbat bez velkého vlivu na přesnost; tento vliv je však poměrně významný pro umělé satelity Země, zvláště na nízké oběžné dráze.
Planety jsou díky své rotaci mírně zploštělé na pólech. V tomto případě se bude gravitační přitahování poněkud lišit od přitahování homogenní koule. Ve větší vzdálenosti se však vliv tohoto zploštění stane zanedbatelný. Pohyby planet ve Sluneční soustavě lze vypočítat s dostatečnou přesností, i když je budeme považovat za hmotné body.
Gravitační síly, které působí na dvě tělesa považovaná za hmotné body s hmotnostmi {\displaystyle m_{1}} a {\displaystyle m_{2}} s pozičními vektory {\displaystyle \mathbf {r} _{1}} a {\displaystyle \mathbf {r} _{2}} vůči nějaké inerciální vztažné soustavě lze zapsat vztahy
{\displaystyle m_{1}{\ddot {\mathbf {r} }}_{1}={\frac {-Gm_{1}m_{2}}{r^{2}}}\mathbf {\hat {r}} }
{\displaystyle m_{2}{\ddot {\mathbf {r} }}_{2}={\frac {Gm_{1}m_{2}}{r^{2}}}\mathbf {\hat {r}} }
kde {\displaystyle \mathbf {r} } je relativní poziční vektor tělesa 1 vůči tělesu 2:
{\displaystyle \mathbf {r} =\mathbf {r} _{1}-\mathbf {r} _{2}}
{\displaystyle \mathbf {\hat {r}} } je jednotkový vektor stejného směru a orientace jako {\displaystyle \mathbf {r} } a {\displaystyle r} je velikost vektoru {\displaystyle \mathbf {r} }.
Vydělením každé rovnice hmotností, která se vyskytuje na obou stranách každé rovnice, a odečtením druhé rovnice od první dostaneme rovnici pro zrychlení prvního tělesa vůči druhému:
| {\displaystyle {\ddot {\mathbf {r} }}=-{\frac {\alpha }{r^{2}}}\mathbf {\hat {r}} } | \| \| \| \| \| \| \| \| | (1) |
|                                                                                     |                         |     |
|                                                                                     |                         |     |

kde {\displaystyle \alpha } je gravitační parametr rovný
{\displaystyle \alpha =G(m_{1}+m_{2})}
V mnoha aplikacích lze využít třetí zjednodušující předpoklad:
1. Pokud hmotnost obíhajícího tělesa je zanedbatelná v porovnání s hmotností centrálního tělesa, matematicky m1 >> m2, tak α = G (m1 + m2) ≈ Gm1. Tyto standardní gravitační parametry, často označované {\displaystyle \mu =G\,M}, jsou široce dostupné pro Slunce, planety a Měsíc, které mají mnohem větší hmotnost {\displaystyle M} než jejich satelity.

Tento předpoklad není pro řešení zjednodušeného problému dvou těles nezbytný, ale zjednodušuje výpočty, obzvlášť pro umělé družice Země a planety obíhající Slunce. Dokonce i hmotnost Jupitera je 1047× menší než hmotnost Slunce, což způsobuje chybu pouze 0,096% hodnoty α. Významnými výjimkami jsou soustavy Země-Měsíc (s poměrem hmotností 1:81,3), Pluto-Charon (s poměrem hmotností 1:8,9) a některé dvojhvězdy.
Za těchto předpokladů lze diferenciální rovnice pro problém dvou těles úplně analyticky vyřešit a výsledné oběžné dráze, která je dána Keplerovými zákony pro pohyb planet, říkáme „keplerovská dráha“. Oběžné dráhy všech planet jsou s vysokou přesností keplerovské oběžné dráhy okolo Slunce. Malé odchylky jsou způsobeny mnohem slabším gravitačním působením mezi planetami, a v případě Merkura obecnou teorií relativity. Oběžné dráhy umělých družic kolem Země se příliš neliší od keplerovských oběžných drah; malé odchylky jsou způsobeny gravitačním působením Slunce, Měsíce a zploštěním Země. I pro získání drah s vysokou přesností, kdy je třeba brát v úvahu další gravitační a negravitační síly (např. tlakem slunečního záření a odporem prostředí) a pohybové rovnice se musí integrovat numericky, má koncept keplerovských drah zásadní význam a je hojně používán.

### Keplerovské parametry

keplerovské orbitální parametry.

Libovolnou keplerovskou dráhu lze popsat šesti parametry. Pohyb tělesa v trojrozměrném prostoru je charakterizován pozičním vektorem a rychlostním vektorem. Každý z nich má tři složky, takže celkový počet hodnot potřebných pro určení dráhy v prostoru je šest. Oběžná dráha je obecně definována šesti parametry (známými jako keplerovské parametry), které lze vypočítat z pozice a rychlosti, z nichž tři již byly diskutovány. Tyto parametry jsou pohodlné v tom, že z těchto šesti je pět neměnných pro neperturbovanou oběžnou dráhu (což je velký rozdíl oproti dvěma neustále se měnícím vektorům). Budoucí polohu tělesa na oběžné dráze lze predikovat a jeho novou pozici a rychlost lze snadno získat z orbitálních parametrů.
Dva parametry dráhy definují velikost a tvar dráhy:
- velká poloosa ({\displaystyle a})
- výstřednost ({\displaystyle e})

Tři definují orientaci orbitální roviny:
- sklon dráhy ({\displaystyle i}) definuje úhel mezi orbitální rovinou a referenční rovinou.
- délka vzestupného uzlu ({\displaystyle \Omega }) definuje úhel mezi referenčním směrem a vzestupným uzlem – směrem, kde oběžné dráha přechází nad referenční rovinu.
- argument šířky pericentra ({\displaystyle \omega }) definuje úhel mezi vzestupným uzlem a periapsidou.

Poslední parametr určuje pozici tělesa na dráze:
- pravá anomálie ({\displaystyle \nu }) definuje pozici obíhajícího tělesa na dráze měřenou od periapsidy. Místo pravé anomálie lze použít různé jiné veličiny, nejobvyklejší je střední anomálie {\displaystyle M} a čas {\displaystyle T} od průchodu pericentrem.

Protože {\displaystyle i}, {\displaystyle \Omega } a {\displaystyle \omega } jsou prostě úhlové míry definující orientaci dráhy ve vztažné soustavě, nejsou nezbytně nutné pro popis pohybu objektu v orbitální rovině. Zde byly zmíněny pro úplnost, ale pro níže uvedené důkazy nejsou potřebné.

### Matematické řešení
Pro matematické řešení výše uvedené diferenciální rovnice (1) využijeme toho, že
v případě pohybu s libovolnou centrální silou, tj. sílou rovnoběžnou s r zůstává určitý relativní úhlový moment hybnosti {\displaystyle \mathbf {H} =\mathbf {r} \times {\dot {\mathbf {r} }}} konstantní:
{\displaystyle {\dot {\mathbf {H} }}={\frac {d}{dt}}\left(\mathbf {r} \times {\dot {\mathbf {r} }}\right)={\dot {\mathbf {r} }}\times {\dot {\mathbf {r} }}+\mathbf {r} \times {\ddot {\mathbf {r} }}=\mathbf {0} +\mathbf {0} =\mathbf {0} }
Protože vektorový součin pozičního vektoru a rychlosti zůstává konstantní, musí oba tyto vektory ležet v jedné rovině ortogonální na {\displaystyle \mathbf {H} }. Díky tomu je vektorová funkce popisuje rovinnou křivku.
Protože rovnice je symetrická kolem počátku souřadnicového systému, je snazší ji řešit v polárních souřadnicích. Je však důležité zmínit, že rovnice (1) vyjadřuje zrychlení lineární {\displaystyle \left({\ddot {\mathbf {r} }}\right),} nikoli úhlové {\displaystyle \left({\ddot {\theta }}\right)} nebo radiální {\displaystyle \left({\ddot {r}}\right)}. Proto je třeba být při transformaci rovnice opatrný.
Když zavedeme kartézský souřadný systém {\displaystyle ({\hat {\mathbf {x} }},{\hat {\mathbf {y} }})} a polární jednotkové vektory {\displaystyle ({\hat {\mathbf {r} }},{\hat {\mathbf {q} }})} v rovině ortogonální k {\displaystyle \mathbf {H} }:
{\displaystyle {\begin{aligned}{\hat {\mathbf {r} }}&=\cos {\theta }{\hat {\mathbf {x} }}+\sin {\theta }{\hat {\mathbf {y} }}\\{\hat {\mathbf {q} }}&=-\sin {\theta }{\hat {\mathbf {x} }}+\cos {\theta }{\hat {\mathbf {y} }}\end{aligned}}}
můžeme vektorovou funkci {\displaystyle \mathbf {r} } a její derivaci přepsat na tvar:
{\displaystyle {\begin{aligned}\mathbf {r} &=r\left(\cos \theta {\hat {\mathbf {x} }}+\sin \theta {\hat {\mathbf {y} }}\right)=r{\hat {\mathbf {r} }}\\{\dot {\mathbf {r} }}&={\dot {r}}{\hat {\mathbf {r} }}+r{\dot {\theta }}{\hat {\mathbf {q} }}\\{\ddot {\mathbf {r} }}&=\left({\ddot {r}}-r{\dot {\theta }}^{2}\right){\hat {\mathbf {r} }}+\left(r{\ddot {\theta }}+2{\dot {r}}{\dot {\theta }}\right){\hat {\mathbf {q} }}\end{aligned}}}
(viz „Vektorový počet“). Jejich substitucí do (1) dostaneme:
{\displaystyle \left({\ddot {r}}-r{\dot {\theta }}^{2}\right){\hat {\mathbf {r} }}+\left(r{\ddot {\theta }}+2{\dot {r}}{\dot {\theta }}\right){\hat {\mathbf {q} }}=\left(-{\frac {\alpha }{r^{2}}}\right){\hat {\mathbf {r} }}+(0){\hat {\mathbf {q} }}}
Výsledkem je obyčejná diferenciální rovnice dvou proměnných {\displaystyle r} a {\displaystyle \theta }:
| {\displaystyle {\ddot {r}}-r{\dot {\theta }}^{2}=-{\frac {\alpha }{r^{2}}}} | \| \| \| \| \| \| \| \| | (2) |
|                                                                             |                         |     |
|                                                                             |                         |     |

Pro její vyřešení je třeba odstranit všechny časové derivace. Postupně dostaneme:
{\displaystyle H=|\mathbf {r} \times {\dot {\mathbf {r} }}|=\left|{\begin{pmatrix}r\cos(\theta )\\r\sin(\theta )\\0\end{pmatrix}}\times {\begin{pmatrix}{\dot {r}}\cos(\theta )-r\sin(\theta ){\dot {\theta }}\\{\dot {r}}\sin(\theta )+r\cos(\theta ){\dot {\theta }}\\0\end{pmatrix}}\right|=\left|{\begin{pmatrix}0\\0\\r^{2}{\dot {\theta }}\end{pmatrix}}\right|=r^{2}{\dot {\theta }}}
| {\displaystyle {\dot {\theta }}={\frac {H}{r^{2}}}} | \| \| \| \| \| \| \| \| | (3) |
|                                                     |                         |     |
|                                                     |                         |     |

Derivováním této rovnosti podle času dostaneme
| {\displaystyle {\ddot {\theta }}=-{\frac {2\cdot H\cdot {\dot {r}}}{r^{3}}}} | \| \| \| \| \| \| \| \| | (4) |
|                                                                              |                         |     |
|                                                                              |                         |     |

A tyto dvě rovnice (3) a (4) použijeme pro odstranění časové derivace proměnné {\displaystyle \theta }. Pro odstranění časových derivací proměnné {\displaystyle r} použijeme řetízkové pravidlo pro nalezení vhodných substitucí:
| {\displaystyle {\dot {r}}={\frac {dr}{d\theta }}\cdot {\dot {\theta }}} | \| \| \| \| \| \| \| \| | (5) |
|                                                                         |                         |     |
|                                                                         |                         |     |

| {\displaystyle {\ddot {r}}={\frac {d^{2}r}{d\theta ^{2}}}\cdot {\dot {\theta }}^{2}+{\frac {dr}{d\theta }}\cdot {\ddot {\theta }}} | \| \| \| \| \| \| \| \| | (6) |
| |                         |     |
| |                         |     |

Použitím těchto čtyř substitucí lze odstranit všechny časové derivace v (2) a dostaneme obyčejnou diferenciální rovnici pro {\displaystyle r} jako funkce proměnné {\displaystyle \theta .}
{\displaystyle {\ddot {r}}-r{\dot {\theta }}^{2}=-{\frac {\alpha }{r^{2}}}}
{\displaystyle {\frac {d^{2}r}{d\theta ^{2}}}\cdot {\dot {\theta }}^{2}+{\frac {dr}{d\theta }}\cdot {\ddot {\theta }}-r{\dot {\theta }}^{2}=-{\frac {\alpha }{r^{2}}}}
{\displaystyle {\frac {d^{2}r}{d\theta ^{2}}}\cdot \left({\frac {H}{r^{2}}}\right)^{2}+{\frac {dr}{d\theta }}\cdot \left(-{\frac {2\cdot H\cdot {\dot {r}}}{r^{3}}}\right)-r\left({\frac {H}{r^{2}}}\right)^{2}=-{\frac {\alpha }{r^{2}}}}
| {\displaystyle {\frac {H^{2}}{r^{4}}}\cdot \left({\frac {d^{2}r}{d\theta ^{2}}}-2\cdot {\frac {\left({\frac {dr}{d\theta }}\right)^{2}}{r}}-r\right)=-{\frac {\alpha }{r^{2}}}} | \| \| \| \| \| \| \| \| | (7) |
| |                         |     |
| |                         |     |

Diferenciální rovnici (7) lze substitucí proměnné vyřešit analyticky:
| {\displaystyle r={\frac {1}{s}}} | \| \| \| \| \| \| \| \| | (8) |
|                                  |                         |     |
|                                  |                         |     |

Použitím řetízkového pravidla pro derivace dostane:
| {\displaystyle {\frac {dr}{d\theta }}=-{\frac {1}{s^{2}}}\cdot {\frac {ds}{d\theta }}} | \| \| \| \| \| \| \| \| | (9) |
|                                                                                        |                         |     |
|                                                                                        |                         |     |

| {\displaystyle {\frac {d^{2}r}{d\theta ^{2}}}={\frac {2}{s^{3}}}\cdot \left({\frac {ds}{d\theta }}\right)^{2}-{\frac {1}{s^{2}}}\cdot {\frac {d^{2}s}{d\theta ^{2}}}} | \| \| \| \| \| \| \| \| | (10) |
| |                         |      |
| |                         |      |

Použitím výrazů (10) a (9) pro {\displaystyle {\frac {d^{2}r}{d\theta ^{2}}}} a {\displaystyle {\frac {dr}{d\theta }}} dostaneme
| {\displaystyle H^{2}\cdot \left({\frac {d^{2}s}{d\theta ^{2}}}+s\right)=\alpha } | \| \| \| \| \| \| \| \| | (11) |
|                                                                                  |                         |      |
|                                                                                  |                         |      |

s obecným řešením
| {\displaystyle s={\frac {\alpha }{H^{2}}}\cdot \left(1+e\cdot \cos(\theta -\theta _{0})\right)} | \| \| \| \| \| \| \| \| | (12) |
|                                                                                                 |                         |      |
|                                                                                                 |                         |      |

kde e a {\displaystyle \theta _{0}} jsou integrační konstanty závislé na počátečních hodnotách pro s a {\displaystyle {\tfrac {ds}{d\theta }}.}
Místo použití integrační konstanty {\displaystyle \theta _{0}} explicitně používáme konvenci, že jednotkové vektory {\displaystyle {\hat {x}},{\hat {y}}} definující souřadný systém v orbitální rovině jsou zvolené tak, že {\displaystyle \theta _{0}} nabývá hodnoty nula a e je kladné. To pak znamená, že {\displaystyle \theta } je nulový v bodě, kde {\displaystyle s} je maximální, a proto {\displaystyle r={\tfrac {1}{s}}} je minimální. Když definujeme parametr p jako {\displaystyle {\tfrac {H^{2}}{\alpha }},} dostáváme
{\displaystyle r={\frac {1}{s}}={\frac {p}{1+e\cdot \cos \theta }}}

#### Alternativní odvození
Diferenciální rovnici (1) lze také řešit bez použití polárních diferenciálních rovnic:
Definujeme jednotkový vektor {\displaystyle \mathbf {u} }, {\displaystyle \mathbf {u} ={\frac {\mathbf {r} }{r}}}, takový, že {\displaystyle \mathbf {r} =r\mathbf {u} } a {\displaystyle {\ddot {\mathbf {r} }}=-{\tfrac {\alpha }{r^{2}}}\mathbf {u} }. Z toho plyne, že
{\displaystyle \mathbf {H} =\mathbf {r} \times {\dot {\mathbf {r} }}=r\mathbf {u} \times {\frac {d}{dt}}(r\mathbf {u} )=r\mathbf {u} \times (r{\dot {\mathbf {u} }}+{\dot {r}}\mathbf {u} )=r^{2}(\mathbf {u} \times {\dot {\mathbf {u} }})+r{\dot {r}}(\mathbf {u} \times \mathbf {u} )=r^{2}\mathbf {u} \times {\dot {\mathbf {u} }}}
Nyní uvažujme
{\displaystyle {\ddot {\mathbf {r} }}\times \mathbf {H} =-{\frac {\alpha }{r^{2}}}\mathbf {u} \times (r^{2}\mathbf {u} \times {\dot {\mathbf {u} }})=-\alpha \mathbf {u} \times (\mathbf {u} \times {\dot {\mathbf {u} }})=-\alpha [(\mathbf {u} \cdot {\dot {\mathbf {u} }})\mathbf {u} -(\mathbf {u} \cdot \mathbf {u} ){\dot {\mathbf {u} }}]}
(viz smíšený součin). Platí, že
{\displaystyle \mathbf {u} \cdot \mathbf {u} =|\mathbf {u} |^{2}=1}
{\displaystyle \mathbf {u} \cdot {\dot {\mathbf {u} }}={\frac {1}{2}}(\mathbf {u} \cdot {\dot {\mathbf {u} }}+{\dot {\mathbf {u} }}\cdot \mathbf {u} )={\frac {1}{2}}{\frac {d}{dt}}(\mathbf {u} \cdot \mathbf {u} )=0}
Substitucí těchto hodnot do předchozí rovnice dostáváme:
{\displaystyle {\ddot {\mathbf {r} }}\times \mathbf {H} =\alpha {\dot {\mathbf {u} }}}
Integrujeme obě strany:
{\displaystyle {\dot {\mathbf {r} }}\times \mathbf {H} =\alpha \mathbf {u} +\mathbf {c} }
kde c je konstantní vektor. Znásobením této rovnosti r dostaneme zajímavý výsledek:
{\displaystyle \mathbf {r} \cdot ({\dot {\mathbf {r} }}\times \mathbf {H} )=\mathbf {r} \cdot (\alpha \mathbf {u} +\mathbf {c} )=\alpha \mathbf {r} \cdot \mathbf {u} +\mathbf {r} \cdot \mathbf {c} =\alpha r(\mathbf {u} \cdot \mathbf {u} )+rc\cos(\theta )=r(\alpha +c\cos(\theta )),}
kde {\displaystyle \theta } je úhel mezi {\displaystyle \mathbf {r} } a {\displaystyle \mathbf {c} }. Řešíme pro r :
{\displaystyle r={\frac {\mathbf {r} \cdot ({\dot {\mathbf {r} }}\times \mathbf {H} )}{\alpha +c\cos(\theta )}}={\frac {(\mathbf {r} \times {\dot {\mathbf {r} }})\cdot \mathbf {H} }{\alpha +c\cos(\theta )}}={\frac {|\mathbf {H} |^{2}}{\alpha +c\cos(\theta )}}={\frac {|\mathbf {H} |^{2}/\alpha }{1+(c/\alpha )\cos(\theta )}}.}
{\displaystyle (r,\theta )} jsou efektivně polární souřadnice vektorové funkce. Provedením substitucí {\displaystyle p={\tfrac {|\mathbf {H} |^{2}}{\alpha }}} a {\displaystyle e={\tfrac {c}{\alpha }}} opět dospějeme k rovnici
| {\displaystyle r={\frac {p}{1+e\cdot \cos \theta }}} | \| \| \| \| \| \| \| \| | (13) |
|                                                      |                         |      |
|                                                      |                         |      |

což je rovnice kuželosečky v polárních souřadnicích s ohniskem v počátku souřadnicového systému. Argument {\displaystyle \theta } se nazývá „pravá anomálie“.

#### Vektor excentricity
Všiměte si také, že díky tomu, že {\displaystyle \theta } je úhel mezi pozičním vektorem {\displaystyle \mathbf {r} } a integrační konstantou {\displaystyle \mathbf {c} }, vektor {\displaystyle \mathbf {c} } musí směřovat k periapsidě oběžné dráhy.Vektor excentricity dané oběžné dráhy pak můžeme definovat takto:
{\displaystyle \mathbf {e} \triangleq {\frac {\mathbf {c} }{\alpha }}={\frac {{\dot {\mathbf {r} }}\times \mathbf {H} }{\alpha }}-\mathbf {u} ={\frac {\mathbf {v} \times \mathbf {H} }{\alpha }}-{\frac {\mathbf {r} }{r}}={\frac {\mathbf {v} \times (\mathbf {r} \times \mathbf {v} )}{\alpha }}-{\frac {\mathbf {r} }{r}}}
kde {\displaystyle \mathbf {H} =\mathbf {r} \times {\dot {\mathbf {r} }}=\mathbf {r} \times \mathbf {v} } je konstantní úhlový vektor momentu hybnosti oběžné dráhy, a {\displaystyle \mathbf {v} } je vektor rychlosti odpovídající vektoru polohy {\displaystyle \mathbf {r} }.
Protože vektor excentricity má stejný směr jako integrační konstanta {\displaystyle \mathbf {c} }, ukazuje také směr periapsidy oběžné dráhy, a má řád výstřednosti oběžné dráhy. Díky tomu je velmi užitečný pro stanovení oběžné dráhy (OD) pro výpočet elementů dráhy oběžné dráhy, když je známý stavový vektor [{\displaystyle \mathbf {r} ,\mathbf {\dot {r}} }] nebo [{\displaystyle \mathbf {r} ,\mathbf {v} }].

### Vlastnosti rovnice dráhy
Pro {\displaystyle e=0} je dráha kružnice o poloměru p.
Pro {\displaystyle 0<e<1,} je dráha elipsa s poloosami
| {\displaystyle a={\frac {p}{1-e^{2}}}} | \| \| \| \| \| \| \| \| | (14) |
|                                        |                         |      |
|                                        |                         |      |

| {\displaystyle b={\frac {p}{\sqrt {1-e^{2}}}}=a\cdot {\sqrt {1-e^{2}}}} | \| \| \| \| \| \| \| \| | (15) |
|                                                                         |                         |      |
|                                                                         |                         |      |

Pro {\displaystyle e=1} je dráha parabola s ohniskovou vzdáleností {\displaystyle {\tfrac {p}{2}}}
Pro {\displaystyle e>1} je dráha hyperbola s parametry
| {\displaystyle a={\frac {p}{e^{2}-1}}} | \| \| \| \| \| \| \| \| | (16) |
|                                        |                         |      |
|                                        |                         |      |

| {\displaystyle b={\frac {p}{\sqrt {e^{2}-1}}}=a\cdot {\sqrt {e^{2}-1}}} | \| \| \| \| \| \| \| \| | (17) |
|                                                                         |                         |      |
|                                                                         |                         |      |

Obrázek vpravo znázorňuje různé tvary oběžné dráhy: kružnici (šedá), elipsu (červená), parabolu (zelená) a hyperbolu (modrá).

Graf různých tvarů Keplerovské oběžné dráhy a jejich výstřednosti. Modrá je hyperbolická dráha (e > 1). Zelená je parabolická dráha (e = 1). Červená je eliptická oběžná dráha (0 < e < 1). Šedá je kruhová oběžná dráha (e = 0).

Bod na horizontální polopřímce vycházející z ohniska doprava je pericentrum – bod, pro nějž vzdálenost od ohniska nabývá minimální hodnoty {\displaystyle {\tfrac {p}{1+e}},} pro {\displaystyle \theta =0}. U eliptické dráhy existuje také apocentrum, v němž je vzdálenost od ohniska maximální: {\displaystyle {\tfrac {p}{1-e}}.} Pro hyperbolu rozsah pro {\displaystyle \theta } je
{\displaystyle -\cos ^{-1}\left(-{\frac {1}{e}}\right)<\theta <\cos ^{-1}\left(-{\frac {1}{e}}\right)}
a pro parabolu rozsah je
{\displaystyle -\pi <\theta <\pi }
Použitím řetízkového pravidla pro derivace (5), rovnice (2) a definice p jako {\displaystyle {\frac {H^{2}}{\alpha }}} dostaneme radiální složku rychlosti
| {\displaystyle V_{r}={\dot {r}}={\frac {H}{p}}e\sin \theta ={\sqrt {\frac {\alpha }{p}}}e\sin \theta } | \| \| \| \| \| \| \| \| | (18) |
| |                         |      |
| |                         |      |

a tangenciální složku rychlosti (kolmou na {\displaystyle V_{r}})
| {\displaystyle V_{t}=r\cdot {\dot {\theta }}={\frac {H}{r}}={\sqrt {\frac {\alpha }{p}}}\cdot (1+e\cdot \cos \theta )} | \| \| \| \| \| \| \| \| | (19) |
| |                         |      |
| |                         |      |

Vztah mezi polárním argumentem {\displaystyle \theta } a časem t je pro eliptickou a hyperbolickou oběžnou dráhu nepatrně odlišný.
Pro eliptickou oběžnou dráhu použijeme „excentrickou anomálii“ E, pro kterou
| {\displaystyle x=a\cdot \cos E} | \| \| \| \| \| \| \| \| | (20) |
|                                 |                         |      |
|                                 |                         |      |

| {\displaystyle y=b\cdot \sin E} | \| \| \| \| \| \| \| \| | (21) |
|                                 |                         |      |
|                                 |                         |      |

a následně
| {\displaystyle {\dot {x}}=-a\cdot \sin E\cdot {\dot {E}}} | \| \| \| \| \| \| \| \| | (22) |
|                                                           |                         |      |
|                                                           |                         |      |

| {\displaystyle {\dot {y}}=b\cdot \cos E\cdot {\dot {E}}} | \| \| \| \| \| \| \| \| | (23) |
|                                                          |                         |      |
|                                                          |                         |      |

a úhlový moment hybnosti H je
| {\displaystyle H=x\cdot {\dot {y}}-y\cdot {\dot {x}}=a\cdot b\cdot (1-e\cdot \cos E)\cdot {\dot {E}}} | \| \| \| \| \| \| \| \| | (24) |
| |                         |      |
| |                         |      |

Integrování podle času t dává
| {\displaystyle H\cdot t=a\cdot b\cdot (E-e\cdot \sin E)} | \| \| \| \| \| \| \| \| | (25) |
|                                                          |                         |      |
|                                                          |                         |      |

za předpokladu, že čas {\displaystyle t=0} je zvolen tak, aby integrační konstanta byla nula.
Z definice p máme
| {\displaystyle H={\sqrt {\alpha \cdot p}}} | \| \| \| \| \| \| \| \| | (26) |
|                                            |                         |      |
|                                            |                         |      |

což lze zapsat
| {\displaystyle t=a\cdot {\sqrt {\frac {a}{\alpha }}}(E-e\cdot \sin E)} | \| \| \| \| \| \| \| \| | (27) |
|                                                                        |                         |      |
|                                                                        |                         |      |

Pro hyperbolickou oběžnou dráhu použijeme pro parametrizaci hyperbolické funkce
| {\displaystyle x=a\cdot (e-\cosh E)} | \| \| \| \| \| \| \| \| | (28) |
|                                      |                         |      |
|                                      |                         |      |

| {\displaystyle y=b\cdot \sinh E} | \| \| \| \| \| \| \| \| | (29) |
|                                  |                         |      |
|                                  |                         |      |

po zderivování máme
| {\displaystyle {\dot {x}}=-a\cdot \sinh E\cdot {\dot {E}}} | \| \| \| \| \| \| \| \| | (30) |
|                                                            |                         |      |
|                                                            |                         |      |

| {\displaystyle {\dot {y}}=b\cdot \cosh E\cdot {\dot {E}}} | \| \| \| \| \| \| \| \| | (31) |
|                                                           |                         |      |
|                                                           |                         |      |

a úhlový moment hybnosti H je
| {\displaystyle H=x\cdot {\dot {y}}-y\cdot {\dot {x}}=a\cdot b\cdot (e\cdot \cosh E-1)\cdot {\dot {E}}} | \| \| \| \| \| \| \| \| | (32) |
| |                         |      |
| |                         |      |

Integrováním podle času t dostane
| {\displaystyle H\cdot t=a\cdot b\cdot (e\cdot \sinh E-E)} | \| \| \| \| \| \| \| \| | (33) |
|                                                           |                         |      |
|                                                           |                         |      |

tj.
| {\displaystyle t=a\cdot {\sqrt {\frac {a}{\alpha }}}(e\cdot \sinh E-E)} | \| \| \| \| \| \| \| \| | (34) |
|                                                                         |                         |      |
|                                                                         |                         |      |

Pro nalezení, jaký čas t odpovídá určité pravé anomálii {\displaystyle \theta } počítáme odpovídajícím parametr E zapojený do čas se vztahem (27) pro eliptickou a se vztahem (34) pro hyperbolickou oběžnou dráhu.
Všimněte si, že vztahy (27) a (34) definují zobrazení mezi intervaly
{\displaystyle (-\infty <t<\infty )\longleftrightarrow (-\infty <E<\infty )}

### Některé další vzorce
Pro eliptickou oběžnou dráhu dostaneme z (20) a (21)
| {\displaystyle r=a\cdot (1-e\cos E)} | \| \| \| \| \| \| \| \| | (35) |
|                                      |                         |      |
|                                      |                         |      |

a odtud
| {\displaystyle \cos \theta ={\frac {x}{r}}={\frac {\cos E-e}{1-e\cos E}}} | \| \| \| \| \| \| \| \| | (36) |
|                                                                           |                         |      |
|                                                                           |                         |      |

Z (36) pak plyne, že
{\displaystyle \operatorname {tg} ^{2}{\frac {\theta }{2}}={\frac {1-\cos \theta }{1+\cos \theta }}={\frac {1-{\frac {\cos E-e}{1-e\cos E}}}{1+{\frac {\cos E-e}{1-e\cos E}}}}={\frac {1-e\cos E-\cos E+e}{1-e\cos E+\cos E-e}}={\frac {1+e}{1-e}}\cdot {\frac {1-\cos E}{1+\cos E}}={\frac {1+e}{1-e}}\cdot \operatorname {tg} ^{2}{\frac {E}{2}}}
Z geometrické konstrukce definice excentrická anomálie je zřejmé, že vektory {\displaystyle (\cos E,\sin E)} a {\displaystyle (\cos \theta ,\sin \theta )} jsou na stejné straně osy x. Odtud pak plyne, že vektory {\displaystyle \left(\cos {\tfrac {E}{2}},\sin {\tfrac {E}{2}}\right)} a {\displaystyle \left(\cos {\tfrac {\theta }{2}},\sin {\tfrac {\theta }{2}}\right)} jsou ve stejném kvadrantu. Díky tomu dostáváme
| {\displaystyle \operatorname {tg} {\frac {\theta }{2}}={\sqrt {\frac {1+e}{1-e}}}\cdot \operatorname {tg} {\frac {E}{2}}} | \| \| \| \| \| \| \| \| | (37) |
| |                         |      |
| |                         |      |

a
| {\displaystyle \theta =2\cdot \arg \left({\sqrt {1-e}}\cdot \cos {\frac {E}{2}},{\sqrt {1+e}}\cdot \sin {\frac {E}{2}}\right)+n\cdot 2\pi } | \| \| \| \| \| \| \| \| | (38) |
| |                         |      |
| |                         |      |

| {\displaystyle E=2\cdot \arg \left({\sqrt {1+e}}\cdot \cos {\frac {\theta }{2}},{\sqrt {1-e}}\cdot \sin {\frac {\theta }{2}}\right)+n\cdot 2\pi } | \| \| \| \| \| \| \| \| | (39) |
| |                         |      |
| |                         |      |

kde „{\displaystyle \arg(x,y)}“ je polární argument vektoru {\displaystyle (x,y)} a n je zvolené takový, že {\displaystyle |E-\theta |<\pi }
Pro numerický výpočet {\displaystyle \arg(x,y)} je možné použít standardní funkci ATAN2(y,x) (nebo DATAN2(y,x) v dvojité přesnosti) dostupnou například v programovacím jazyce Fortran.
Všimněte si, že jde o zobrazení mezi intervaly
{\displaystyle (-\infty <\theta <\infty )\longleftrightarrow (-\infty <E<\infty )}
Pro hyperbolickou oběžnou dráhu dostaneme z (28) a (29), že
| {\displaystyle r=a\cdot (e\cdot \cosh E-1)} | \| \| \| \| \| \| \| \| | (40) |
|                                             |                         |      |
|                                             |                         |      |

a proto
| {\displaystyle \cos \theta ={\frac {x}{r}}={\frac {e-\cosh E}{e\cdot \cosh E-1}}} | \| \| \| \| \| \| \| \| | (41) |
|                                                                                   |                         |      |
|                                                                                   |                         |      |

Protože
{\displaystyle \operatorname {tg} ^{2}{\frac {\theta }{2}}={\frac {1-\cos \theta }{1+\cos \theta }}={\frac {1-{\frac {e-\cosh E}{e\cdot \cosh E-1}}}{1+{\frac {e-\cosh E}{e\cdot \cosh E-1}}}}={\frac {e\cdot \cosh E-e+\cosh E}{e\cdot \cosh E+e-\cosh E}}={\frac {e+1}{e-1}}\cdot {\frac {\cosh E-1}{\cosh E+1}}={\frac {e+1}{e-1}}\cdot \operatorname {tgh} ^{2}{\frac {E}{2}}}
a jako {\displaystyle \operatorname {tg} {\frac {\theta }{2}}} a {\displaystyle \operatorname {tgh} {\frac {E}{2}}} mít stejný znak z toho plyne, že
| {\displaystyle \operatorname {tg} {\frac {\theta }{2}}={\sqrt {\frac {e+1}{e-1}}}\cdot \operatorname {tgh} {\frac {E}{2}}} | \| \| \| \| \| \| \| \| | (42) |
| |                         |      |
| |                         |      |

Tento vztah lze použít pro převod mezi „pravou anomálií“ a parametrem E, který je spojený s časem vztahem (34). Všimněte si, že jde o zobrazení mezi intervaly
{\displaystyle \left(-\cos ^{-1}\left(-{\frac {1}{e}}\right)<\theta <\cos ^{-1}\left(-{\frac {1}{e}}\right)\right)\longleftrightarrow \left(-\infty <E<\infty \right)}
a že {\displaystyle {\tfrac {E}{2}}} lze vypočítat použitím vztahu
{\displaystyle \operatorname {tgh} ^{-1}x={\frac {1}{2}}\ln \left({\frac {1+x}{1-x}}\right)}
Ze vzorce (27) plyne, že orbitální perioda P pro eliptickou oběžnou dráhu je
| {\displaystyle P=2\pi a\cdot {\sqrt {\frac {a}{\alpha }}}} | \| \| \| \| \| \| \| \| | (43) |
|                                                            |                         |      |
|                                                            |                         |      |

Protože potenciální energie odpovídající silovému poli ve vztahu (1) je {\displaystyle -{\frac {\alpha }{r}}}
z (13), (14), (18) a (19) plyne, že součet kinetické a potenciální energie
{\displaystyle {\frac {{V_{r}}^{2}+{V_{t}}^{2}}{2}}-{\frac {\alpha }{r}}}
pro eliptickou oběžnou dráhu je
| {\displaystyle -{\frac {\alpha }{2a}}} | \| \| \| \| \| \| \| \| | (44) |
|                                        |                         |      |
|                                        |                         |      |

a z (13), (16), (18) a (19), že součet kinetické a potenciální energie pro hyperbolickou oběžnou dráhu je
| {\displaystyle {\frac {\alpha }{2a}}} | \| \| \| \| \| \| \| \| | (45) |
|                                       |                         |      |
|                                       |                         |      |

Relativní inerciální souřadný systém
{\displaystyle {\hat {x}},{\hat {y}}}
v orbitální rovině s {\displaystyle {\hat {x}}} směrem k pericentru dostaneme z (18) a (19), že rychlostní komponenty jsou
| {\displaystyle V_{x}=V_{r}\cos \theta -V_{t}\sin \theta =-{\sqrt {\frac {\alpha }{p}}}\cdot \sin \theta } | \| \| \| \| \| \| \| \| | (46) |
| |                         |      |
| |                         |      |

| {\displaystyle V_{y}=V_{r}\sin \theta +V_{t}\cos \theta ={\sqrt {\frac {\alpha }{p}}}\cdot (e+\cos \theta )} | \| \| \| \| \| \| \| \| | (47) |
| |                         |      |
| |                         |      |

Středová rovnice ukazuje souvislost střední anomálie s pravou anomálií pro eliptické oběžné dráhy a pro malé numerické výstřednosti.

### Stanovení keplerovské dráhy, která odpovídá danému počátečnímu stavu
Jde o „počáteční úlohu“ pro diferenciální rovnici (1), což je rovnice prvního řádu pro šestirozměrný „stavový vektor“ {\displaystyle (\mathbf {r} ,\mathbf {v} )} což lze napsat
| {\displaystyle {\dot {\mathbf {v} }}=-\alpha \cdot {\frac {\hat {\mathbf {r} }}{r^{2}}}} | \| \| \| \| \| \| \| \| | (48) |
|                                                                                          |                         |      |
|                                                                                          |                         |      |

| {\displaystyle {\dot {\mathbf {r} }}=\mathbf {v} } | \| \| \| \| \| \| \| \| | (49) |
|                                                    |                         |      |
|                                                    |                         |      |

Pro libovolné hodnoty počátečního „stavového vektoru“ {\displaystyle (\mathbf {r} _{0},\mathbf {v} _{0})} lze keplerovskou dráhu odpovídající řešení této počáteční úlohy nalézt následujícím algoritmem:
Definujeme ortogonální jednotkové vektory {\displaystyle ({\hat {\mathbf {r} }},{\hat {\mathbf {t} }})}:
| {\displaystyle \mathbf {r} _{0}=r{\hat {\mathbf {r} }}} | \| \| \| \| \| \| \| \| | (50) |
|                                                         |                         |      |
|                                                         |                         |      |

| {\displaystyle \mathbf {v} _{0}=V_{r}{\hat {\mathbf {r} }}+V_{t}{\hat {\mathbf {t} }}} | \| \| \| \| \| \| \| \| | (51) |
|                                                                                        |                         |      |
|                                                                                        |                         |      |

s {\displaystyle r>0} a {\displaystyle V_{t}>0}
Z (13), (18) a (19) plyne, že zavedením
| {\displaystyle p={\frac {{(r\cdot V_{t})}^{2}}{\alpha }}} | \| \| \| \| \| \| \| \| | (52) |
|                                                           |                         |      |
|                                                           |                         |      |

a definováním {\displaystyle e\geq 0} a {\displaystyle \theta } tak, že
| {\displaystyle e\cos \theta ={\frac {V_{t}}{V_{0}}}-1} | \| \| \| \| \| \| \| \| | (53) |
|                                                        |                         |      |
|                                                        |                         |      |

| {\displaystyle e\sin \theta ={\frac {V_{r}}{V_{0}}}} | \| \| \| \| \| \| \| \| | (54) |
|                                                      |                         |      |
|                                                      |                         |      |

kde
| {\displaystyle V_{0}={\sqrt {\frac {\alpha }{p}}}} | \| \| \| \| \| \| \| \| | (55) |
|                                                    |                         |      |
|                                                    |                         |      |

dostaneme keplerovskou dráhu, která pro pravou anomálii {\displaystyle \theta } má stejné hodnoty r, {\displaystyle V_{r}} a {\displaystyle V_{t}}, jaké jsou definovány vztahem (50) a (51).
Pokud tato keplerovská dráha má stejné {\displaystyle ({\hat {\mathbf {r} }},{\hat {\mathbf {t} }})} vektory pro tuto pravou anomálii {\displaystyle \theta } jako vektory definované vztahem (50) a (51) stavový vektor {\displaystyle (\mathbf {r} ,\mathbf {v} )} keplerovské dráhy nabývá požadované hodnoty {\displaystyle (\mathbf {r} _{0},\mathbf {v} _{0})} pro pravou anomálii {\displaystyle \theta }.
Standardní inerciální pevný souřadný systém {\displaystyle ({\hat {\mathbf {x} }},{\hat {\mathbf {y} }})} v orbitální rovině (s {\displaystyle {\hat {\mathbf {x} }}} orientovaný ze středu homogenní koule k pericentru) definuje orientaci kuželosečky (elipsy, paraboly nebo hyperboly) může pak být určen vztahem
| {\displaystyle {\hat {\mathbf {x} }}=\cos \theta {\hat {\mathbf {r} }}-\sin \theta {\hat {\mathbf {t} }}} | \| \| \| \| \| \| \| \| | (56) |
| |                         |      |
| |                         |      |

| {\displaystyle {\hat {\mathbf {y} }}=\sin \theta {\hat {\mathbf {r} }}+\cos \theta {\hat {\mathbf {t} }}} | \| \| \| \| \| \| \| \| | (57) |
| |                         |      |
| |                         |      |

Všimněte si, že vztahy (53) a (54) mají singularity, když {\displaystyle V_{r}=0} a
{\displaystyle V_{t}=V_{0}={\sqrt {\frac {\alpha }{p}}}={\sqrt {\frac {\alpha }{\frac {{(r\cdot V_{t})}^{2}}{\alpha }}}}}
tj.
| {\displaystyle V_{t}={\sqrt {\frac {\alpha }{r}}}} | \| \| \| \| \| \| \| \| | (58) |
|                                                    |                         |      |
|                                                    |                         |      |

to je případ kruhové oběžné dráhy, která odpovídá počátečnímu stavu {\displaystyle (\mathbf {r} _{0},\mathbf {v} _{0})}

### Oskulační keplerovská dráha
Pro libovolný stavový vektor {\displaystyle (\mathbf {r} ,\mathbf {v} )} lze keplerovskou dráhu odpovídající tomuto stavu vypočítat výše uvedeným algoritmem.
Nejdříve parametry {\displaystyle p,e,\theta } z {\displaystyle r,V_{r},V_{t}}, pak ortogonální jednotkové vektory v orbitální rovině {\displaystyle {\hat {x}},{\hat {y}}} pomocí vzorců (56) a (57).
Pokud je rovnice pohybu
| {\displaystyle {\ddot {\mathbf {r} }}=\mathbf {F} (\mathbf {r} ,{\dot {\mathbf {r} }},t)} | \| \| \| \| \| \| \| \| | (59) |
|                                                                                           |                         |      |
|                                                                                           |                         |      |

kde
{\displaystyle \mathbf {F} (\mathbf {r} ,{\dot {\mathbf {r} }},t)}
je nějaká jiná funkce než
{\displaystyle -\alpha {\frac {\mathbf {r} }{r^{2}}}}
budou se výsledné parametry {\displaystyle p}, {\displaystyle e}, {\displaystyle \theta }, {\displaystyle {\hat {\mathbf {x} }}}, {\displaystyle {\hat {\mathbf {y} }}} definované {\displaystyle \mathbf {r} ,{\dot {\mathbf {r} }}} všechny měnit s časem na rozdíl od případu keplerovské dráhy, pro kterou se bude měnit pouze parametr {\displaystyle \theta }.
O keplerovské dráze vypočítané tímto způsobem, která má stejný „stavový vektor“ jako řešení „pohybové rovnice“ (59) v čase t, řekneme, že je v tomto okamžiku „oskulační“.
Tento koncept je užitečný například v případě, že
{\displaystyle \mathbf {F} (\mathbf {r} ,{\dot {\mathbf {r} }},t)=-\alpha {\frac {\hat {\mathbf {r} }}{r^{2}}}+\mathbf {f} (\mathbf {r} ,{\dot {\mathbf {r} }},t),}
kde {\displaystyle \mathbf {f} (\mathbf {r} ,{\dot {\mathbf {r} }},t)} je malá „perturbační síla“ způsobená například slabým gravitačním působením jiných nebeských těles. Parametry oskulační keplerovské dráhy se pak budou měnit pouze pomalu a oskulační keplerovská dráha bude dobrou aproximací reálné oběžné dráhy po významné časové období okolo okamžiku oskulace.
Tento koncept může být také užitečný pro let rakety s použitím motorů, protože vyjadřuje, po jaké keplerovské dráze by se raketa pohybovala, pokud by motory byly vypnuty.
Pro oběžné dráhy „blízké ke kruhovým“ je užitečný koncept „vektoru výstřednosti“ definovaný jako {\displaystyle \mathbf {e} =e{\hat {\mathbf {x} }}}. Z (53), (54) a (56) plyne, že
| {\displaystyle \mathbf {e} ={\frac {(V_{t}-V_{0}){\hat {\mathbf {r} }}-V_{r}{\hat {\mathbf {t} }}}{V_{0}}}} | \| \| \| \| \| \| \| \| | (60) |
| |                         |      |
| |                         |      |

Pak {\displaystyle \mathbf {e} } je hladce derivovatelná funkce stavového vektoru {\displaystyle (\mathbf {r} ,\mathbf {v} )} i v případě, že tento stav odpovídá kruhové oběžné dráze.